# Kleinbauern- und Landvolkpartei
Die Kleinbauern- und Landvolkpartei (finnisch: Pienviljelijäin ja maalaiskansan puolue, PMP), ab den 1940er Jahren kurz Kleinbauernpartei benannt (finnisch: Pienviljelijäin puolue), war eine Partei in Finnland. Sie wurde 1936 gegründet und bestand bis in die 1950er Jahre.
Die Partei entstand am 20. Dezember 1936 im westfinnischen Seinäjoki durch die Vereinigung von Kleinbauernpartei Finnlands, Volkspartei und dem Wahlbündnis Männer in Not. Parteivorsitzender wurde Eino Yliruusi. 
Die Partei galt als populistisch und wurde wegen ihrer pazifistischen und antifaschistischen Positionen als links angesehen. Während des Zweiten Weltkrieges kritisierte sie die deutschlandfreundliche Politik der finnischen Regierung. Tatsächlich standen einzelne Gliederungen und Mitglieder der Partei in Verbindung mit der bis 1944 illegalen Kommunistischen Partei Finnlands (SKP). Die Parteiführung distanzierte sich öffentlich jedoch von solchen Kontakten.
Von 1939 bis 1941 war die Partei mit zwei Abgeordneten im finnischen Reichstag vertreten. Beide traten jedoch 1941 zum Landbund über. Nach dem Zweiten Weltkrieg sank der Einfluss der Partei relativ schnell und es wurden keine weiteren Vertreter mehr in das finnische Parlament gewählt. Bei der Wahl 1945 ging die Partei ein Wahlbündnis mit der linkssozialistischen Demokratischen Union des Finnischen Volkes ein. Letztmals nahm sie 1954 an der Parlamentswahl teil. 

## Wahlergebnisse

### Parlamentswahlen
| Jahr | Abgeordnete | Stimmen | Prozent |
| ---- | ----------- | ------- | ------- |
| 1939 | 2           | 27 783  | 2,14    |
| 1945 | 0           | 20 061  | 1,18    |
| 1948 | 0           | 5 378   | 0,29    |
| 1951 | 0           | 4 964   | 0,27    |
| 1954 | 0           | 1 040   | 0,05    |

### Präsidentschaftswahl
| Jahr | Kandidat                            | Stimmen | Prozent | Wahlmänner |
| ---- | ----------------------------------- | ------- | ------- | ---------- |
| 1950 | Unterstützung Juho Kusti Paasikivis | 689     | 0,04    | 0          |